# Szentmihály község
Szentmihály község (románul: Comuna Mihai Viteazu) község Kolozs megyében, Romániában. Központja Szentmihály, beosztott falvai Mészkő, Sinfalva.

## Fekvése
Az Erdélyi-középhegység lábánál, a Mezőség nyugati részén az Aranyos völgyében helyezkedik el. Szomszédai: északon Szind, nyugaton Magyarpeterd, nyugaton és keleten Várfalva, keleten Torda. Tordától 6 kilométerre van, és a Tordát Topánfalvával összekötő DN75-ös főúton közelíthető meg.

## Népessége
1850-től a népesség alábbiak szerint alakult:
| Lakosok száma | 3229 | 2889 | 3514 | 4204 | 4162 | 6043 | 5604 | 5749 | 5423 | 5575 |
|               | 1850 | 1880 | 1900 | 1930 | 1941 | 1977 | 1992 | 2002 | 2011 | 2021 |

A 2011-es népszámlálás adatai alapján a község népessége 5423 fő volt, melynek 71,25%-a román, 24,23%-a magyar és 1,49%-a roma. Vallási hovatartozás szempontjából a lakosság 66,62%-a ortodox, 12,32%-a unitárius, 8,69%-a református, 3,36%-a római katolikus és 2,53%-a Jehova tanúja.

## Nevezetességei
A község területéről az alábbi épületek szerepelnek a romániai műemlékek jegyzékében:
- a mészkői unitárius templom (CJ-II-m-B-07558)
- a sinfalvi Szent Emília-templom (CJ-II-m-B-07580)
- a szentmihályi református templom (CJ-II-m-B-07713)
- a szentmihályi római katolikus templom (CJ-II-m-B-07711)
- a szentmihályi unitárius templom (CJ-II-m-B-07712)
- Sinfalva vasútállomás (CJ-II-a-B-21097.05) és Szentmihály vasútállomás (CJ-II-a-B-21097.04), a Torda–Abrudbánya keskeny nyomtávolságú vasútvonal részeiként

Országos szinten védett terület a Tordai-hasadék, megyei szinten védett terület a Hesdát-szoros.

## Híres emberek
- Mészkőn született Gálffy Zsigmond (1886–1958) klasszika-filológus, műfordító.
- Mészkőn van eltemetve Balázs Ferenc (1901–1937) író, költő, a falu unitárius lelkésze.
- Szentmihályon született Oliviu Gherman(wd) (1930) fizikus, politikus.